# Kolmogorovův–Smirnovův test

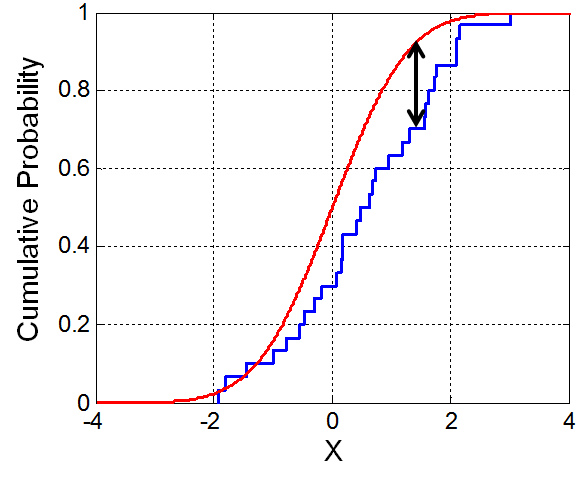
Příklad použití Kolmogorova–Smirnova testu

Kolmogorovův-Smirnovův test je metoda matematické statistiky, která umožňuje testovat, zda dvě jednorozměrné náhodné proměnné pocházejí ze stejného rozdělení pravděpodobnosti, případně zda jedna jednorozměrná náhodná proměnná má předpokládané (teoretické) rozdělení. Autory metody jsou Andrej Nikolajevič Kolmogorov a Vladimir Ivanovič Smirnov. Existují dvě verze tohoto testu: jednovýběrový a dvouvýběrový.
Test pro jeden výběr
Jednovýběrový test ověřuje, zda se rozdělení náhodné veličiny v populaci liší od určitého teoretického rozdělení. Využívá se například pro ověření, zda má proměnná normální rozdělení.
Nulová hypotéza předpokládá, že testovaný výběr odpovídá vybranému teoretickému rozložení. Vstupem této varianty testu je {\displaystyle k} tříd testovaného výběru a předpokládané teoretické rozdělení, které se rozdělí do stejného počtu tříd. Nad každou třídou testovaného výběru se spočítají četnosti {\displaystyle n_{1i}} a nad každou třídou teoretického rozdělení se spočítají četnosti {\displaystyle n_{2i}}. Dále se hodnotí rozdíl kumulativních četností pro výběr {\displaystyle N_{1i}=\sum _{j=1}^{i}n_{1j}} a pro testované rozdělení {\displaystyle N_{2i}=\sum _{j=1}^{i}n_{2j}}.
Hodnoceným kritériem je pak
{\displaystyle D_{1}={\frac {1}{n}}\max _{i}|N_{1i}-N_{2i}|\,}, kde {\displaystyle n} je celkový počet prvků výběru.
Hodnota kritéria {\displaystyle D_{1}} se porovná s kritickou hodnotou {\displaystyle D_{1max}} pro danou hladinu významnosti α. Tato kritická hodnota bývá pro {\displaystyle n\leq 40} tabelována (např. zde), pro {\displaystyle n>40} se spočítá podle následující tabulky.
| Hladina významnosti α | D1max                                     |
| --------------------- | ----------------------------------------- |
| 20 %                  | {\displaystyle {\frac {1.07}{\sqrt {n}}}} |
| 10 %                  | {\displaystyle {\frac {1.22}{\sqrt {n}}}} |
| 5 %                   | {\displaystyle {\frac {1.36}{\sqrt {n}}}} |
| 2 %                   | {\displaystyle {\frac {1.52}{\sqrt {n}}}} |
| 1 %                   | {\displaystyle {\frac {1.63}{\sqrt {n}}}} |

Jestliže je hodnota kritéria {\displaystyle D_{1}} větší než kritická, nulová hypotéza se zamítá.
Test pro dva výběry
Dvouvýběrový test srovnává rozdělení dvou náhodných veličin. Je to jedna z nejpoužívanějších a nejvšeobecnějších neparametrických metod porovnávání dvou výběrů.
Nulová hypotéza říká, že dva výběry odpovídají stejnému rozdělení. V této variantě testu se srovnává rozdíl kumulativních četností ({\displaystyle n\leq 40}) nebo relativních kumulativních četností ({\displaystyle n>40}) dvou výběrů (kde {\displaystyle n_{1},n_{2}} jsou celkové počty prvků výběru). Relativní kumulativní četnosti se spočítají jako {\displaystyle F_{1i}={\frac {1}{n}}N_{1i}} resp. {\displaystyle F_{2i}={\frac {1}{n}}N_{2i}}. Hodnoceným kritériem je
{\displaystyle D_{2}=\max _{i}|N_{1i}-N_{2i}|\,} resp. {\displaystyle D_{2}=\max _{i}|F_{1i}-F_{2i}|\,}.
Kritické hodnoty se pro danou hladinu významnosti α určí z následující tabulky.
| Hladina významnosti α | D2max                                                         |
| --------------------- | ------------------------------------------------------------- |
| 20 %                  | {\displaystyle 1.07{\sqrt {\frac {n_{1}+n_{2}}{n_{1}n_{2}}}}} |
| 10 %                  | {\displaystyle 1.22{\sqrt {\frac {n_{1}+n_{2}}{n_{1}n_{2}}}}} |
| 5 %                   | {\displaystyle 1.36{\sqrt {\frac {n_{1}+n_{2}}{n_{1}n_{2}}}}} |
| 2 %                   | {\displaystyle 1.52{\sqrt {\frac {n_{1}+n_{2}}{n_{1}n_{2}}}}} |
| 1 %                   | {\displaystyle 1.63{\sqrt {\frac {n_{1}+n_{2}}{n_{1}n_{2}}}}} |

Jako v předchozí variantě platí, že nulová hypotéza se zamítá, jestliže je hodnota kritéria {\displaystyle D_{2}} větší než kritická {\displaystyle D_{2max}}. V opačném případě se nezamítá.